# Home for Christmas (album của NSYNC)
| Đánh giá chuyên môn           | Đánh giá chuyên môn |
| Nguồn đánh giá                | Nguồn đánh giá      |
| Nguồn                         | Đánh giá            |
| ----------------------------- | ------------------- |
| AllMusic                      | [ 1 ]               |
| Entertainment Weekly          | C                   |
| The Rolling Stone Album Guide | [ 3 ]               |

Home for Christmas là album ngày lễ phát hành độc quyền trên thị trường Hoa Kỳ của ban nhạc nam người Mỹ NSYNC. Album phát hành vào ngay 10 tháng 11 năm 1998, sau thành công của album đầu tay của nhóm. Vào ngày 27 tháng 10 năm 1999, Home for Christmas được chứng nhận 2 đĩa Bạch kim bởi RIAA với doanh số nhập hàng đạt 2 triệu bản tại Mỹ.
Home for Christmas phát hành vào ngày 30 tháng 9 năm 2002 tại Vương quốc Anh với tựa đề mới The Meaning of Christmas trên Ariola Express và danh sách bài hát được thay đổi. "Merry Christmas, Happy Holidays" được phát hành thành đĩa đơn tại Hoa Kỳ, và Đức, do ca khúc được đưa vào album ngày lễ của nhóm phát hành tại quốc gia này, The Winter Album.
Tính đến tháng 12 năm 2014, Home for Christmas đã bán được 2,8 triệu bản tại Mỹ, trở thành album Giáng Sinh/ngày lễ bán chạy thứ 15 trên thị trường này kể từ khi Nielsen SoundScan bắt đầu theo dõi doanh số năm 1991. Doanh số của album hiện đã đạt 4 triệu bản trên toàn cầu.

## Danh sách và thứ tự các bài hát
| Home for Christmas — Phiên bản chuẩn | Home for Christmas — Phiên bản chuẩn      | Home for Christmas — Phiên bản chuẩn       | Home for Christmas — Phiên bản chuẩn | Home for Christmas — Phiên bản chuẩn |
| STT                                  | Nhan đề                                   | Sáng tác                                   | Sản xuất                             | Thời lượng                           |
| ------------------------------------ | ----------------------------------------- | ------------------------------------------ | ------------------------------------ | ------------------------------------ |
| 1.                                   | "Home for Christmas"                      | Gary Hasse, Rozz Morehead                  | John Poppo, Danny Madden[a]          | 4:28                                 |
| 2.                                   | "Under My Tree"                           | Shelley Peiken, Guy Roche                  | Veit Renn                            | 4:32                                 |
| 3.                                   | "I Never Knew the Meaning of Christmas"   | Carl Sturken, Evan Rogers                  | Carl Sturken, Evan Rogers            | 4:45                                 |
| 4.                                   | "Merry Christmas, Happy Holidays"         | Veit Renn, JC Chasez, Justin Timberlake    | Renn                                 | 4:12                                 |
| 5.                                   | "The Christmas Song"                      | Mel Torme, Robert Wells                    | Gary Carolla                         | 3:16                                 |
| 6.                                   | "I Guess It's Christmas Time"             | Shelley Peiken, Peter S. Bliss             | Carolla                              | 3:52                                 |
| 7.                                   | "All I Want Is You This Christmas"        | Martin Briley, Dana Calitri                | Renn                                 | 3:43                                 |
| 8.                                   | "The First Noel"                          | Truyền thống                               | Carolla                              | 3:28                                 |
| 9.                                   | "In Love on Christmas"                    | Rory Bennett, Cedric Hailey, Joel Hailey   | Renn                                 | 4:06                                 |
| 10.                                  | "It's Christmas"                          | Peter Ries, Cherie C. Thomas               | Carolla, Ries                        | 4:29                                 |
| 11.                                  | "O Holy Night"                            | Truyền thống                               | Robin Wiley                          | 3:33                                 |
| 12.                                  | "Love's in Our Hearts (On Christmas Day)" | Gary Hasse, James Lowell, Jonathan Werking | Renn                                 | 3:54                                 |
| 13.                                  | "The Only Gift"                           | Maria Christensen, Jeff Franzell           | Renn                                 | 3:51                                 |
| 14.                                  | "Kiss Me at Midnight"                     | Veit Renn, Kenny Lamb                      | Renn                                 | 3:28                                 |

| The Meaning of Christmas — Phiên bản chuẩn | The Meaning of Christmas — Phiên bản chuẩn              | The Meaning of Christmas — Phiên bản chuẩn |
| STT                                        | Nhan đề                                                 | Thời lượng                                 |
| ------------------------------------------ | ------------------------------------------------------- | ------------------------------------------ |
| 1.                                         | "I Guess It's Christmas Time"                           |                                            |
| 2.                                         | "Merry Christmas, Happy Holidays"                       |                                            |
| 3.                                         | "I Never Knew the Meaning of Christmas"                 |                                            |
| 4.                                         | "Love's in Our Hearts (On Christmas Day)"               |                                            |
| 5.                                         | "Home for Christmas"                                    |                                            |
| 6.                                         | "In Love on Christmas"                                  |                                            |
| 7.                                         | "The Only Gift"                                         |                                            |
| 8.                                         | "It's Christmas"                                        |                                            |
| 9.                                         | "All I Want Is You This Christmas"                      |                                            |
| 10.                                        | "God Must Have Spent a Little More Time on You" (Remix) |                                            |
| 11.                                        | "Kiss Me at Midnight"                                   |                                            |
| 12.                                        | "The Christmas Song"                                    |                                            |
| 13.                                        | "The First Noel"                                        |                                            |
| 14.                                        | "O Holy Night"                                          |                                            |

Ghi chú
- ^[a]  chỉ người đồng sản xuất giọng hát